# OGG
OGG یا اوجی‌جی یک ظرف قالب پرونده آزاد و متن‌باز است که به‌وسیله بنیاد Xiph.Org نگهداری و توسعه داده می‌شود.
سازندگان فرمت اوجی‌جی اعلام‌کردند که این فرمت بدون محدودیت‌های پتنت‌های نرم‌افزاری است و برای فراهم کردن انتقال (به انگلیسی: streaming) مؤثر و دستکاری چند رسانه‌ای دیجیتالی ([digital multimedia]) کیفیت بالا طراحی شده‌است.
قالب یا ظرف محتوی اوجی‌جی می‌تواند تعدادی از جریان‌های مستقل برای صدا، تصویر، متن (از قبیل زیرنویس) و فراداده را با هم ترکیب کند.
در فریم‌ورک چندرسانه‌ای اوجی‌جی، تئورا یک لایه ویدئویی پراتلاف فراهم می‌شود . لایه صدا عمدتاً به‌وسیله قالب وربیس موسیقی محور تهیه می‌شود اما گزینه‌های دیگر شامل کٌدِک نطق فشرده انسان یا اسپیکس ، کٌدِک فشرده بی اتلاف صدا یا فِلَک و اوجی‌جی پی سی ام می‌باشد .
قبل از سال ۲۰۰۷ میلادی پسوند .ogg برای تمامی فایل‌هایی که در محتوا آن‌ها قالبی حاوی اوجی‌جی بود استفاده می‌شد. بعد از سال ۲۰۰۷ میلادی بنیاد Xiph.Org توصیه کرد که ‍‍پسوند .ogg تنها برای فایل‌های صوتی وربیس اوجی‌جی استفاده شود. بنیاد Xiph.Org تصمیم گرفت تا مجموعهٔ جدیدی از ‍‍پسوندهای فایلی و نوع‌های رسانه‌ای (media types) برای توصیف انواع مختلف محتوا از قبیل .oga فقط برای فایل‌های صوتی، .ogv برای ویدئو با یا بدون صدا ( شامل تئورا ) و .ogx برای اوجی‌جی مرکب ایجاد نماید.
از ۷ دسامبر ۲۰۰۷ میلادی، نسخه فعلی مرجع پیاده‌سازی بنیاد Xiph.org, لیب‌اوجی‌جی (libogg) نسخه ۱.۲.۲ است. نسخه دیگر، لیب‌اوجی‌جی ۲، در حال گسترش است اما از سال ۲۰۰۸ منتظر نوشتن مجدد می‌باشد. هر دو کتابخانه‌های نرم‌افزار، نرم‌افزار آزاد می‌باشند که تحت اجازه‌نامه بی‌اس‌دی جدید منتشر شده‌است. مرجع اجرایی اوجی‌جی در ۲ سپتامبر ۲۰۰۰ از وربیس جدا شد.
از آن‌جایی که این قالب آزاد است و مرجع اجرایی آن تحت اختیار محدودیت‌های وابسته به کپی‌رایت نیست، کٌدِک‌های گوناگون اوجی‌جی در تعدادی زیادی از پخش کننده‌های رسانه‌ای مختلف رایگان و اختصاصی، تجاری و غیرتجاری به‌علاوه پخش‌کننده‌های رسانه‌ای قابل حمل و گیرنده‌های جی‌پی‌اس از کارخانه‌های مختلف استفاده شده‌است.